# Бакалаврська робота
Бакалаврська робота (в розмовній мові також бакалаврська дипломна робота) — вид навчальної роботи, яку захищають студенти в університетах. Це комплексна робота (так звана випускна або кваліфікаційна), яка повинна бути на певному рівні, і успішний захист якої зазвичай — але не завжди — є однією з умов належного завершення студентом навчання за навчальною програмою бакалавра, обсяг якої в Україні становить 180—240 кредитів ЄКТС.
Захист бакалаврської роботи в європейських країнах зазвичай є частиною державного випускного іспиту (статистика, СЗЗ).
Створенням бакалаврської роботи зазвичай керує та контролює її науковий керівник, і така робота також часто пов'язана з опонуванням.
Обсяг роботи, необхідний для написання бакалаврської роботи, залежить від завдання, але, як правило, порівняно менший, ніж магістерська робота після наступної магістерської програми, просто через часові причини.
Завдяки успішній бакалаврській роботі студент доводить, що він або вона здатні самостійно написати наукову роботу під керівництвом професора університету після успішного завершення навчання. Бакалаврська робота багато в чому схожа на інші дипломні роботи.
Бакалаврська робота називається «дисертацією» в Сполученому Королівстві, «статтею», «проектом» або «есе» в англо-американському світі, і дуже рідко «дисертацією», якщо це тривала наукова робота. Крім того, в Австралії та Канаді пропонується курс бакалавра з відзнакою/бакалавра з відзнакою тривалістю від одного до двох років, який зазвичай вимагає тривалої емпіричної наукової роботи, яка де-юре називається «дисертація».